# Cabinet Kok I
Pour les articles homonymes, voir Cabinet Kok.
Royaume des Pays-Bas
Lubbers III Kok II
Le cabinet Kok I (en néerlandais : Kabinet-Kok I) est le gouvernement du Royaume des Pays-Bas entre le 22 août 1994 et le 3 août 1998, durant la 30e législature de la Seconde Chambre des États généraux.

## Historique du mandat
Dirigé par le nouveau Premier ministre travailliste Wim Kok, précédemment ministre des Finances, ce gouvernement est constitué et soutenu par une « coalition violette » entre le Parti travailliste (PvdA), le Parti populaire libéral et démocrate (VVD) et les Démocrates 66 (D66). Ensemble, ils disposent de 92 représentants sur 150, soit 61,3 % des sièges de la Seconde Chambre.
Il est formé à la suite des élections législatives du 3 mai 1994.
Il succède donc au troisième cabinet du chrétien-démocrate Ruud Lubbers, constitué et soutenu par une grande coalition entre l'Appel chrétien-démocrate (CDA) et le PvdA.

### Formation
Au cours du scrutin, la coalition s'effondre, tombant sous le seuil de la majorité absolue alors qu'elle bénéficiait précédemment de la majorité des deux tiers. Le PvdA prend ainsi la première place des forces politiques et le CDA la deuxième, pour la première fois depuis les élections de 1982. Les principaux gagnants de ces élections sont les D66, qui doublent leur représentation parlementaire, et le VVD, qui l'accroît de 40 %.
Trois jours après le scrutin, la reine Beatrix désigne le président travailliste de la Première Chambre Herman Tjeenk Willink comme « informateur ». Il rend son rapport le 13 mai et recommande la formation d'une coalition « violette » unissant le PvdA, le VVD et les D66. Dès le lendemain, le travailliste Klaas de Vries, l'ancien ministre libéral Gijs van Aardenne et le sénateur social-libéral Jan Vis sont chargés d'une mission d'information. Ils retournent leur mandat à la souveraine au bout de six semaines, le 26 juin sur un constat d'échec, jugeant insurmontables les désaccords entre le PvdA et le VVD sur la protection sociale. À cette occasion, ils rendent compte de leur mission devant les représentants de la Seconde Chambre — une première dans l'histoire politique du pays — à la demande de la Gauche verte (GL). Le président du groupe travailliste Wim Kok et son homologue libéral Frits Bolkestein assument alors leurs divergences mais sans adopter de positions irréconciliables.
Tjeenk Willink reçoit le 27 juin une nouvelle mission d'information. Il fait face aux vétos croisés du CDA, qui refuse de soutenir un cabinet de centre gauche avec le PvdA et les D66, et des D66, qui s'opposent à un exécutif de centre droit avec le CDA et le VVD. Rendant son rapport à Beatrix le 5 juillet, il se contente de recommander la désignation d'un informateur du VVD. La reine choisit cependant une autre voie : elle fait appel Wim Kok le lendemain et lui demande, en tant que ministre des Finances sortant, d'élaborer un programme budgétaire, social et économique. En sa qualité de chef du Parti travailliste, il était le seul dirigeant à ne s'être opposé à aucune coalition possible. Si l'Appel chrétien-démocrate, le Parti populaire libéral et démocrate et les Démocrates 66 réagissent positivement, des discussions plus avancées avec les présidents de groupe parlementaire donnent à Kok l'intime conviction que l'alliance la plus probable reste celle unissant le PvdA, le VVD et les D66 en rendant son mandat le 28 juillet.
Désigné formateur le lendemain, il scelle le 11 août un accord de coalition, ratifié deux jours plus tard. Après que le président du patronat Rinnooy Kan a refusé d'intégrer l'exécutif, c'est finalement à Hans Wijers qu'est revenu le ministère des Affaires économiques, tandis que le ministère des Finances est confié au directeur du Bureau central de planification (CPB) Gerrit Zalm à la suite du refus exprimé par Gijs van Aardenne. Kok rend officiellement sa mission le 19 août. Son exécutif de 13 ministres est assermenté le 22 août, 3 mois et 19 jours après les élections législatives.

### Succession
Lors des élections de 1998, le VVD surpasse le CDA, ses gains et ceux du PvdA compensant les pertes des D66. La coalition conservant sa majorité, elle met en place le cabinet Kok II, 2 mois et 28 jours après la tenue du scrutin.

## Composition
| Fonction                                                                   | Titulaire | Titulaire           | Parti |
| -------------------------------------------------------------------------- | --------- | ------------------- | ----- |
| Premier ministre Ministre des Affaires générales                           |           | Wim Kok             | PvdA  |
| Vice-Premier ministre Ministre des Affaires intérieures                    |           | Hans Dijkstal       | VVD   |
| Vice-Premier ministre Ministre des Affaires étrangères                     |           | Hans van Mierlo     | D66   |
| Ministre de la Coopération pour le développement                           |           | Jan Pronk           | PvdA  |
| Ministre de la Justice                                                     |           | Winnie Sorgdrager   | D66   |
| Ministre de l'Éducation, de la Culture et de la Science                    |           | Jo Ritzen           | PvdA  |
| Ministre des Finances                                                      |           | Gerrit Zalm         | VVD   |
| Ministre de la Défense Ministre pour les Antilles néerlandaises et Aruba   |           | Joris Voorhoeve     | VVD   |
| Ministre des Transports et des Eaux                                        |           | Annemarie Jorritsma | VVD   |
| Ministre des Affaires économiques                                          |           | Hans Wijers         | D66   |
| Ministre de l'Agriculture, de la Protection de la nature et de la Pêche    |           | Jozias van Aartsen  | VVD   |
| Ministre des Affaires sociales et de l'Emploi                              |           | Ad Melkert          | PvdA  |
| Ministre de la Santé, du Bien-être et des Sports                           |           | Els Borst           | D66   |
| Ministre du Logement, de l'Aménagement du territoire et de l'Environnement |           | Margreeth de Boer   | PvdA  |